# Luís V, Eleitor Palatino
Luís V, Eleitor Palatino (Heidelberga, 2 de Julho de 1478 - Heidelberga, 16 de Março de 1544), um membro da Casa de Wittelsbach, foi príncipe-eleitor do Eleitorado do Palatinato entre 1508 e 1544. Os seus pais foram Filipe, Eleitor Palatino e Margarida, filha de Luís IX, duque da Baviera-Landshut.

## Biografia
Luís V conseguiu limitar as consequências da derrota na Guerra da Sucessão de Landshut e restaurar os direitos do Palatinado como estado soberano, no seio do Sacro Império Romano-Germânico.
Conseguiu, ainda, reconciliar-se com os Wittelsbach da Baviera. Para tal, teve o auxílio dos contactos amigáveis que o seu irmão Frederico mantinha com a Casa de Habsburgo. Conseguiu que o Reichsacht (documento oficial do Sacro Império) fosse oficialmente anulado e os privilégios do Palatinado restabelecidos.
Aquando da eleição imperial de 1519, Luís V apoiou com o seu o voto a eleição de Carlos de Habsburgo, futuro Imperador Carlos V.
Em 1523, juntamente com o arcebispo Ricardo, Eleitor de Tréveris, e o conde Filipe I de Hesse, derrotou a revolta dos cavaleiros liderada por Franz von Sickingen. Durante as revoltas camponesas de 1525, tentou negociar com os agricultores por, segundo afirma, se justificar a abolição da servidão. No entanto, depois de se perder o controle da agitação, participou na repressão dos camponses.
Casou com Sibila, filha de Alberto IV da Baviera, mas o casal não teve filhos.